# Yucatán (Bundesstaat)
Yucatán [ʄʝukaˈtan], deutsch auch Yukatan, offiziell Freier und Souveräner Staat Yucatán (spanisch Estado Libre y Soberano de Yucatán), ist ein mexikanischer Bundesstaat, der den nordwestlichen Teil der gleichnamigen Halbinsel einnimmt. Er ist in 106 Municipios eingeteilt. Seine Hauptstadt ist Mérida. In dem Bundesstaat befinden sich einige der bedeutendsten Maya-Ruinenstätten wie Chichén Itzá und Uxmal.

## Geographie

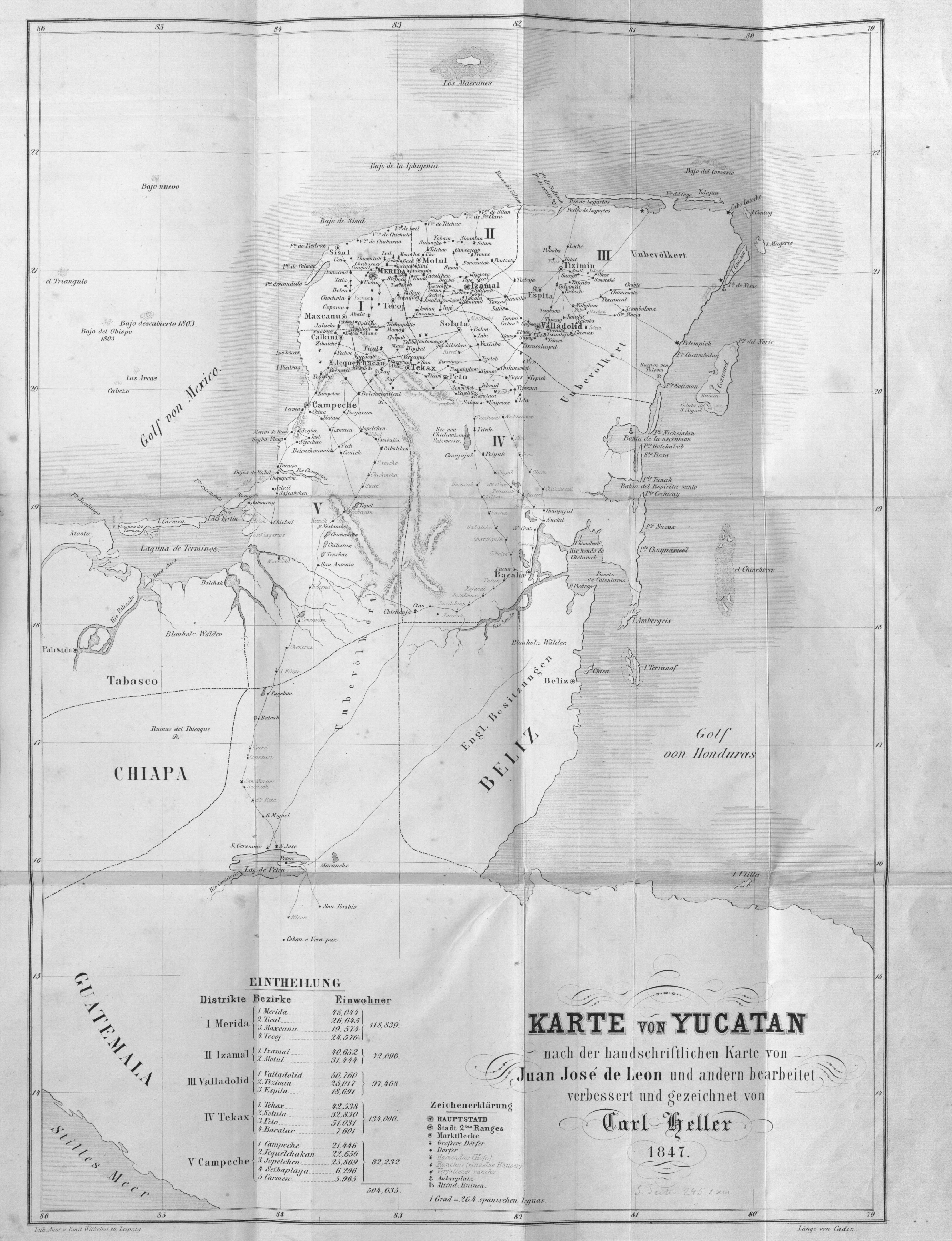
Karte von Yucatan nach der handschriftlichen Karte von Juan Jose de Leon und andern bearbeitet verbessert und gezeichnet von Carl Heller 1847

Die Halbinsel Yucatán trennt den Golf von Mexiko vom Karibischen Meer.
Der Bundesstaat nimmt den nordwestlichen Teil der Halbinsel ein. Im Westen und Südwesten grenzt er an Campeche, im Norden an den Golf von Mexiko sowie im Süden und Osten an Quintana Roo.
Die Fläche umfasst 39.612 km², die Einwohnerzahl beträgt 1.955.577.

## Geschichte
In Yucatán befinden sich bereits Zentren aus der Klassischen Periode der Maya-Kultur. Zu den historisch und architektonisch bedeutenden Stätten dieser Zeit gehören neben Sayil, Ek Balam, Kabah, Labná, Uxmal zahlreiche weitere. Zu den vielen Zentren der Postklassik ist neben Chichén Itzá vor allem Ich Paa zu nennen. Beide dominierten nacheinander den gesamten Norden Yucatáns. 

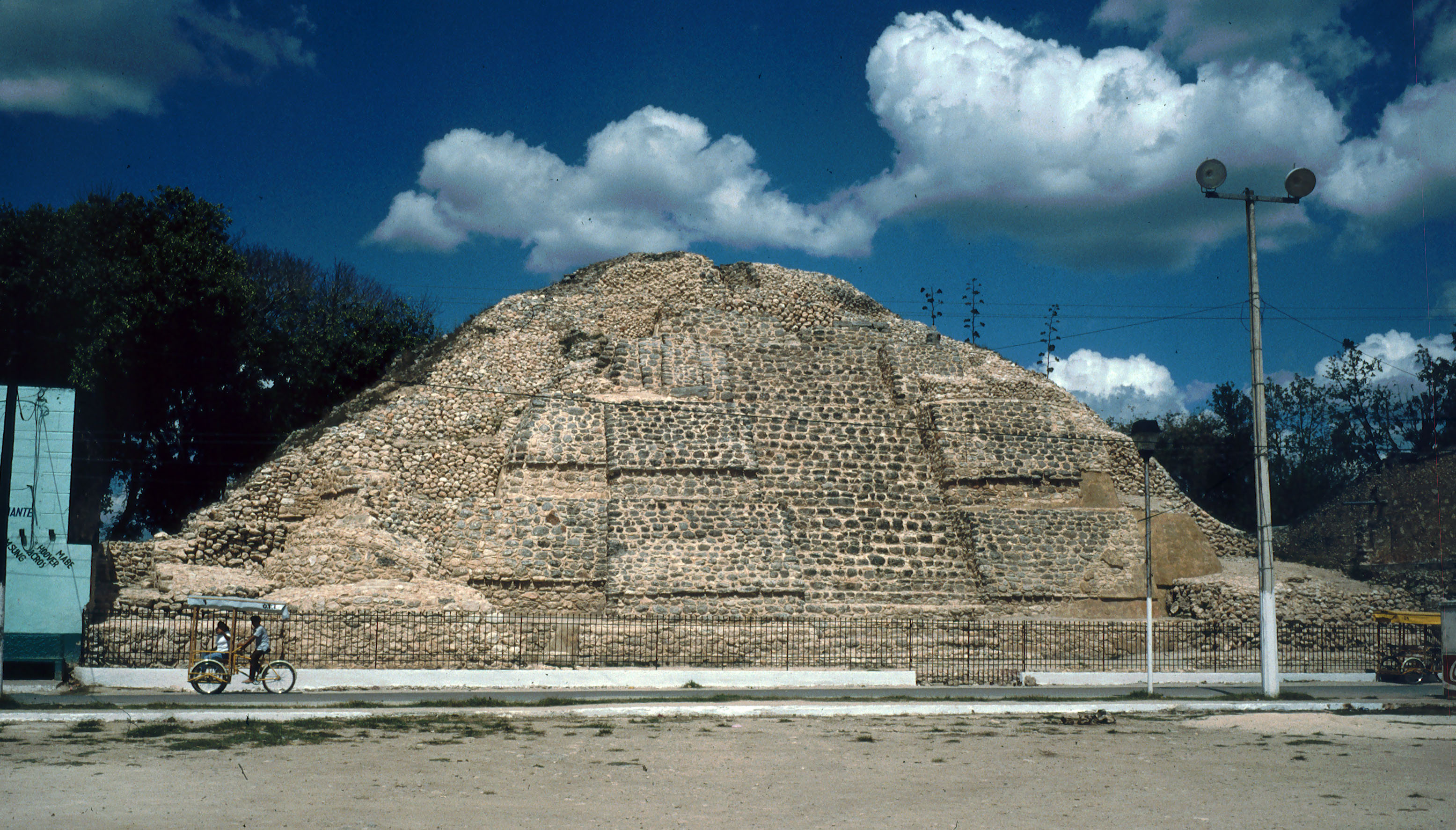
Acanceh
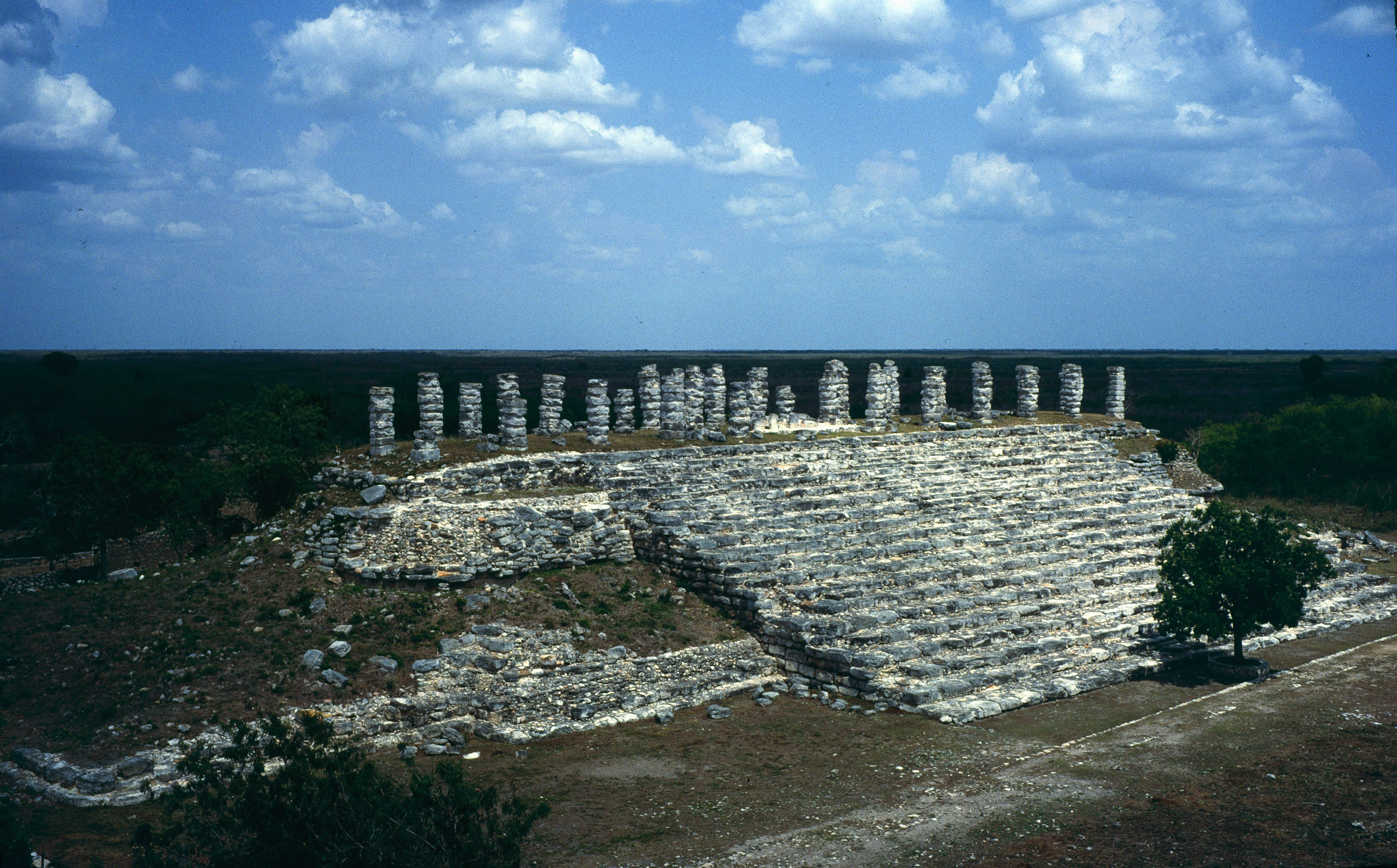
Aké
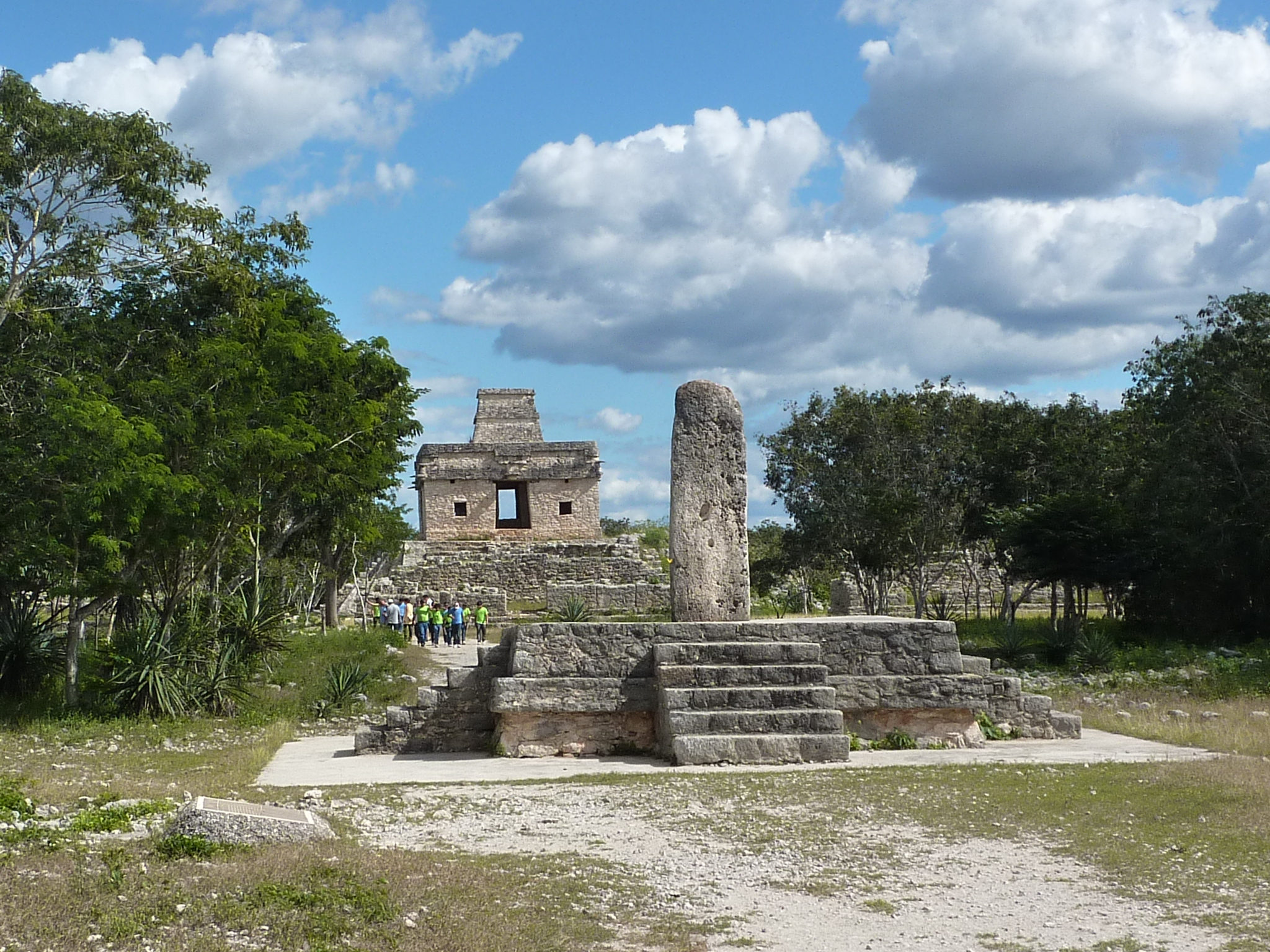
Dzibilchaltún
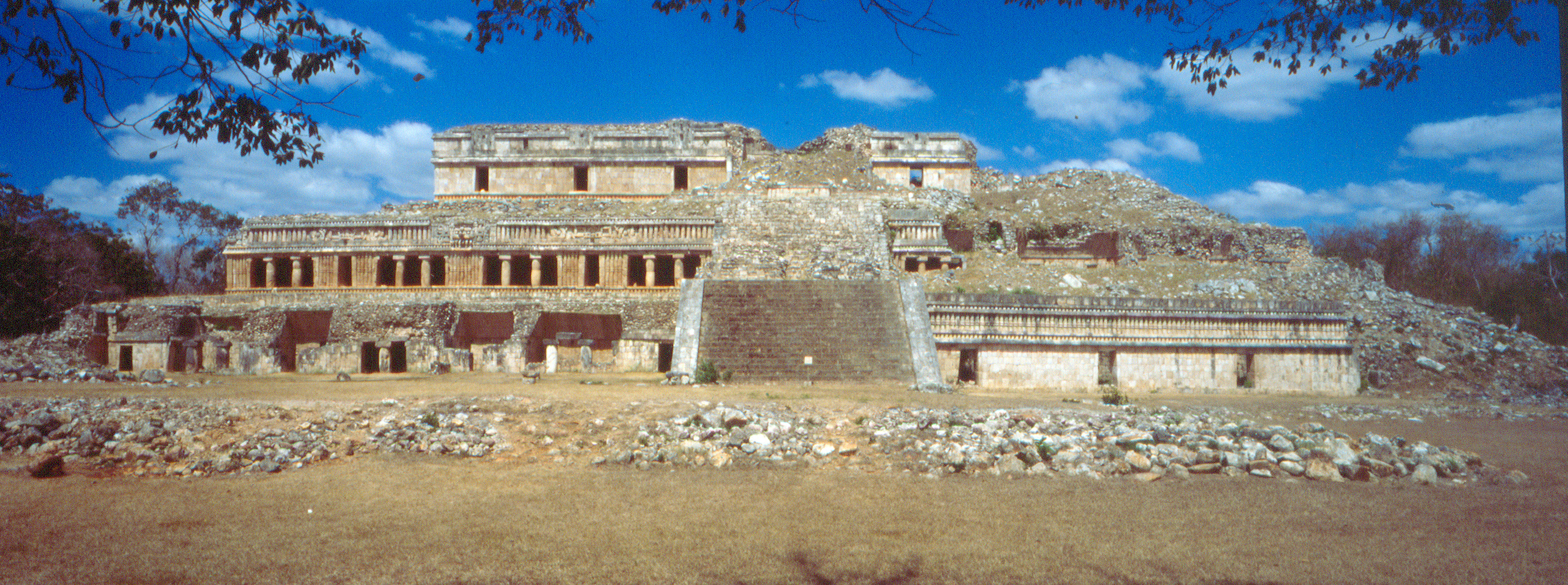
Sayil
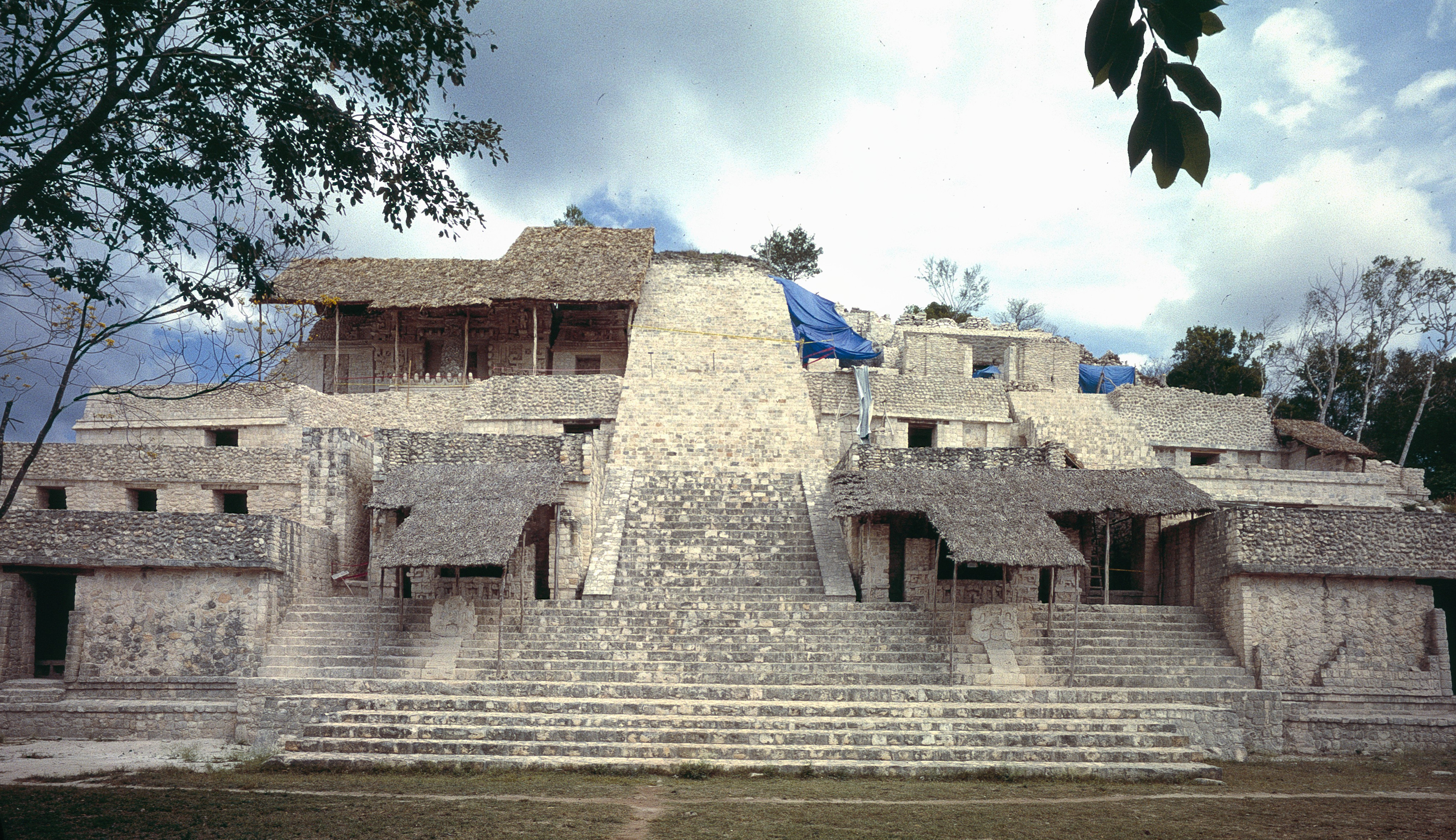
Ek Balam
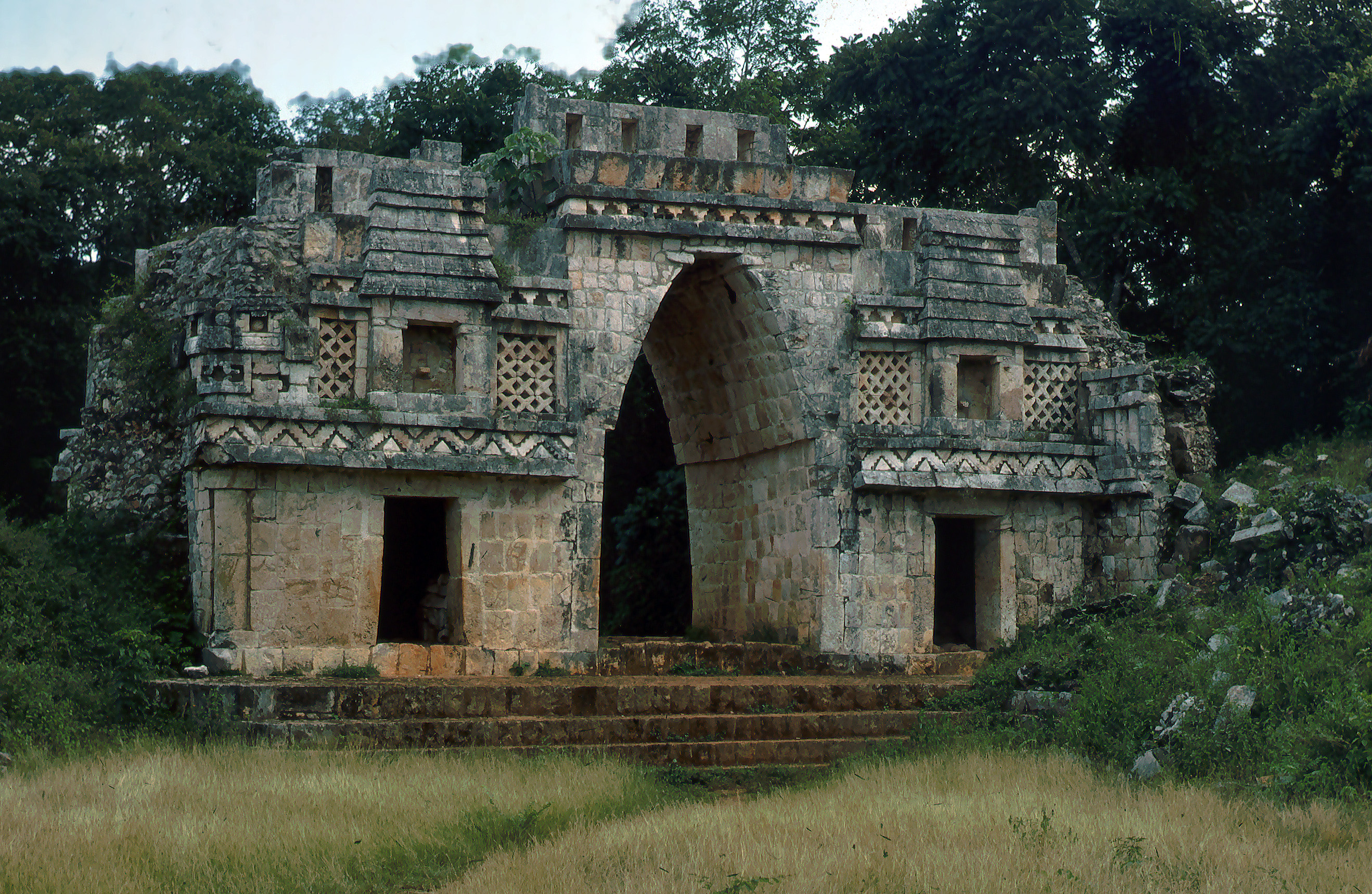
Labná
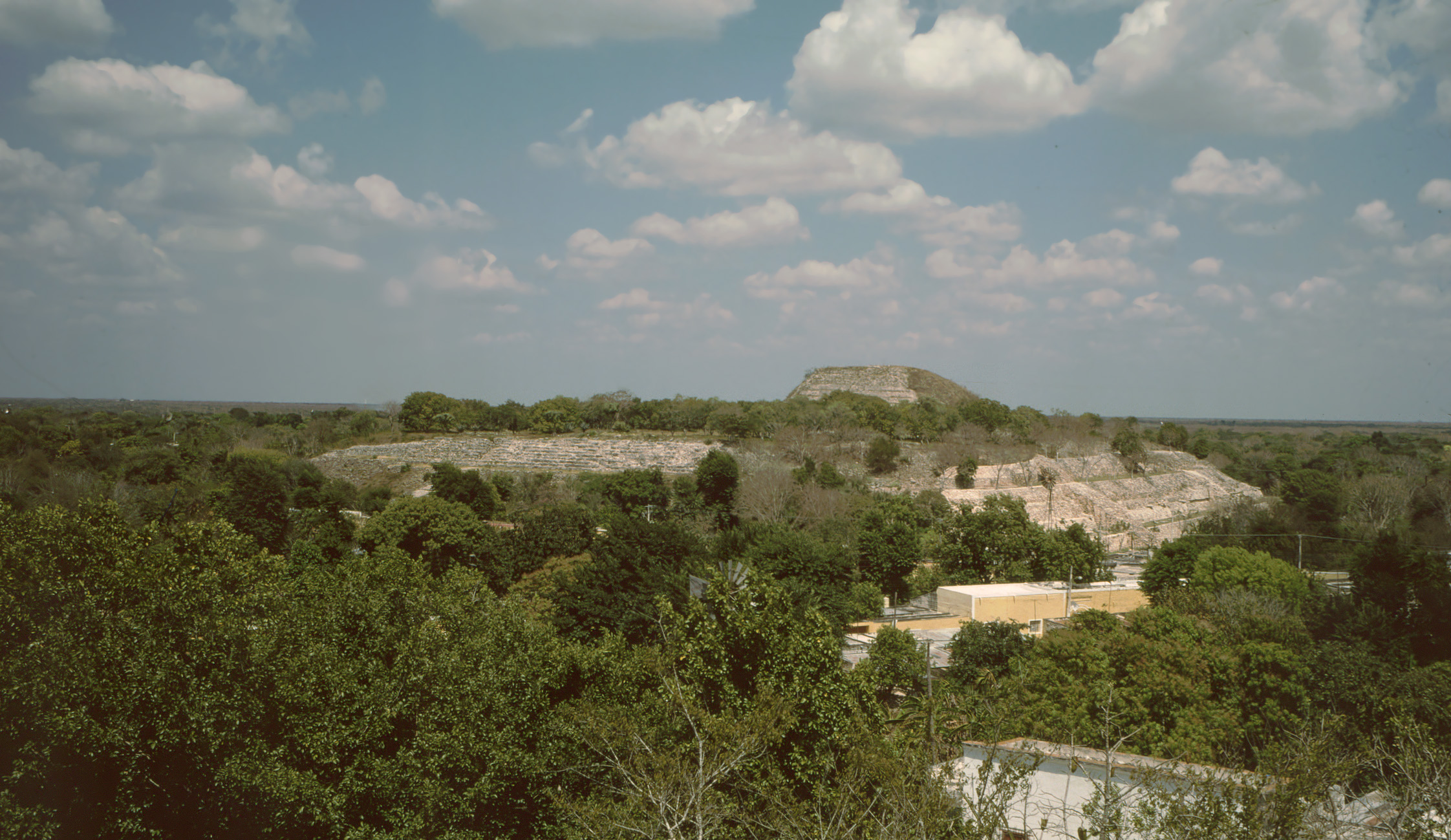
Izamal
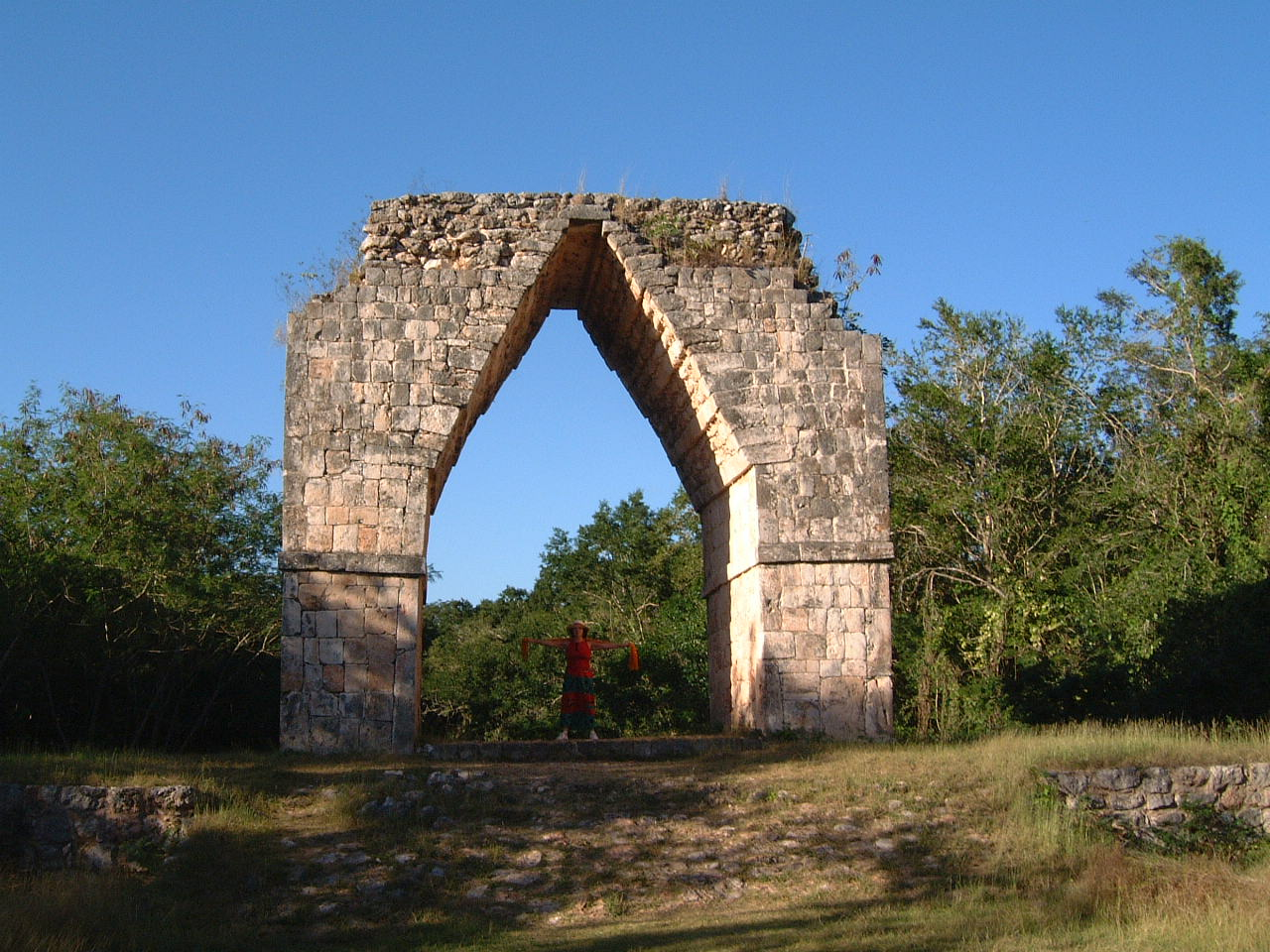
Kabah
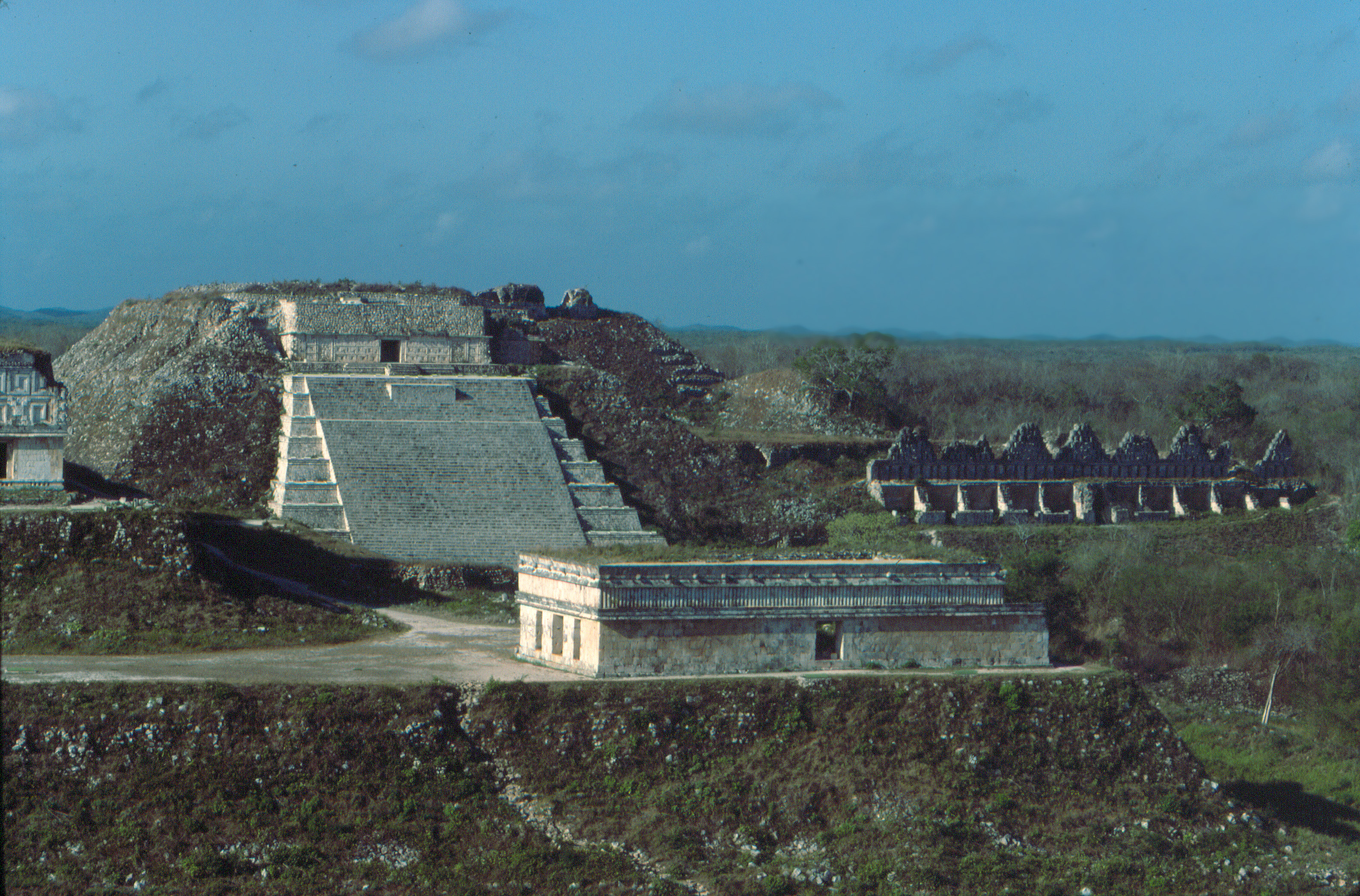
Uxmal
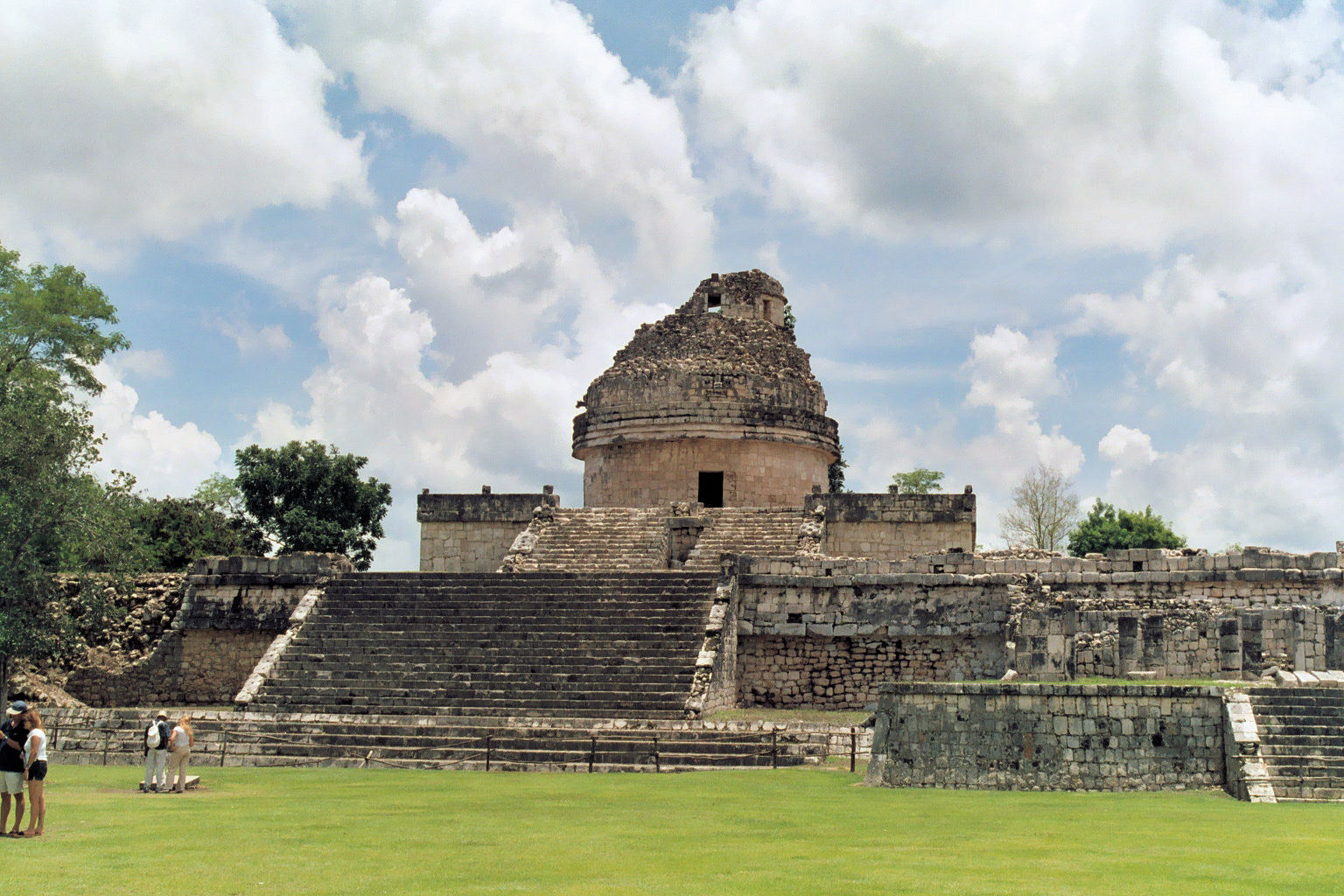
Chichén Itzá
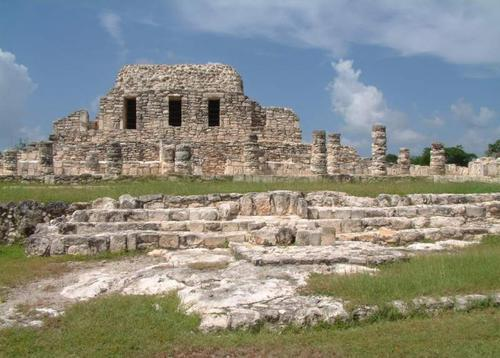
Ich Paa

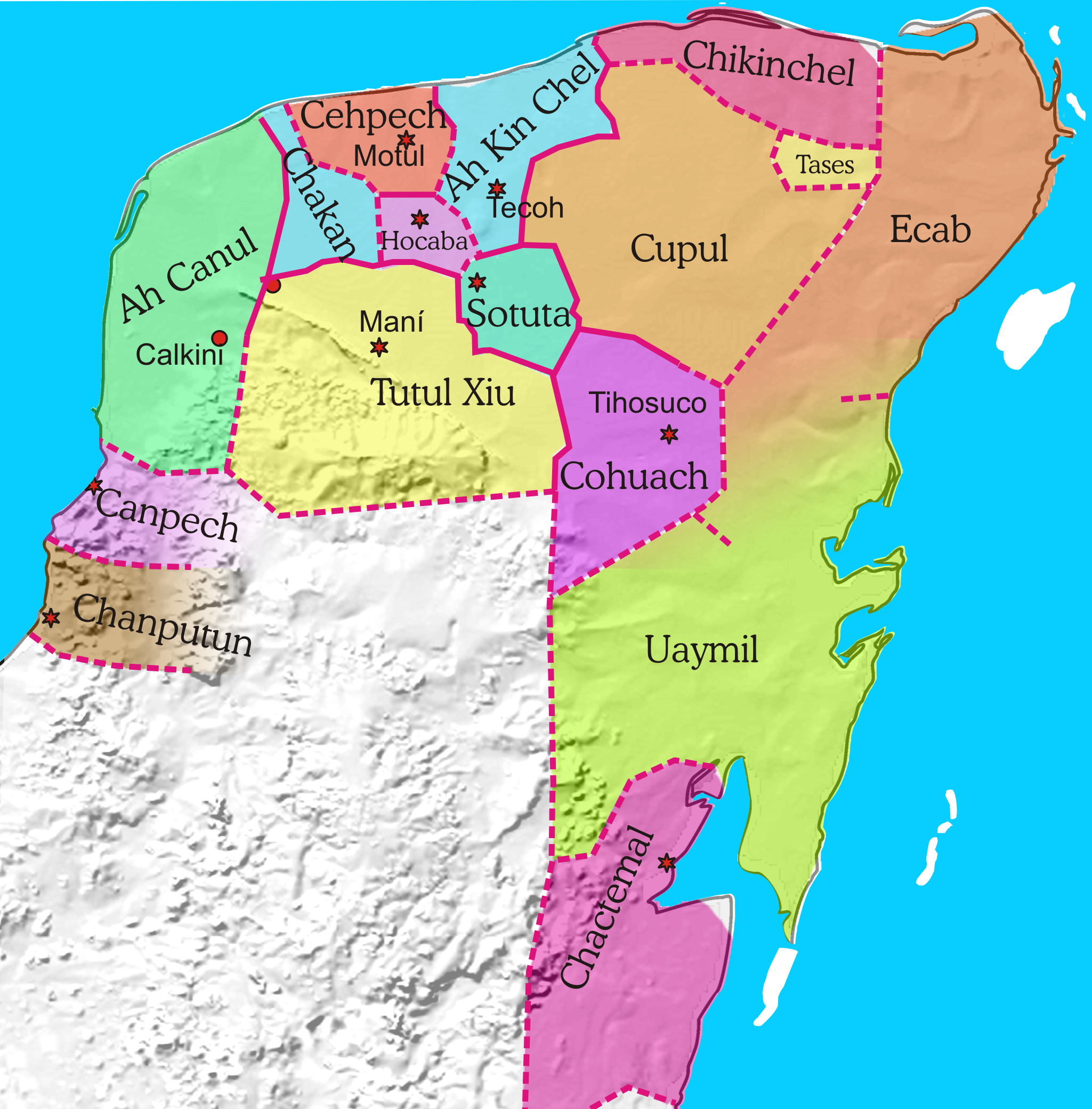
Politische Gliederung Yucatáns um 1500

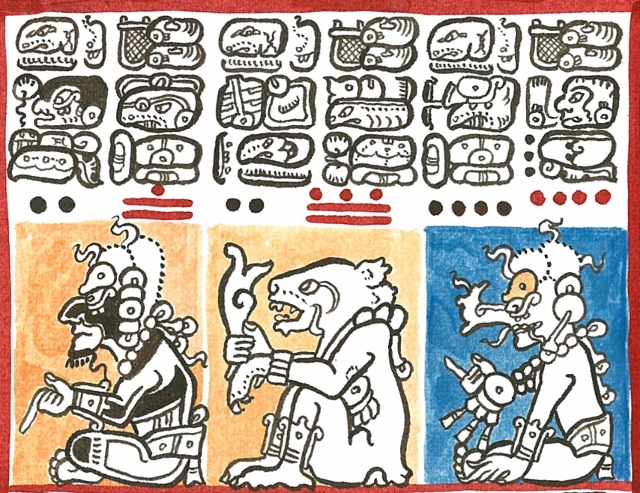
Auszug aus dem der Bücherverbrennung 1562 entgangenen Codex Dresdensis

Zur Zeit der spanischen Eroberung (Conquista) durch Francisco de Montejo und seine Nachfolger bestanden auf dem nördlichen Teil der Halbinsel Yucatán rund 11 unabhängige, teilweise miteinander verbittert in Konflikt stehende Herrschaften der Maya. Die Eroberung Yucatáns konnte trotz der Verstrittenheit der Mayaeliten untereinander erst nach 20 Jahren abgeschlossen werden. Die Hauptstadt Mérida wurde 1542 auf den Trümmern des religiösen Zentrums Ti’ho’, die Stadt Valladolid 1545 auf denen einer Kultstätte der Cupul gegründet. Diego de Landa ließ 1562 in Maní sämtliche Maya-Codices, derer er habhaft wurde, verbrennen. 
In dem sich formierenden Vizekönigreich Neuspanien gehörte der nördliche Teil der Halbinsel zur „Real Audiencia von Mexico“, während der südliche der „Audiencia de los Confines“ unterstellt war, die ihren Sitz in Guatemala hatte. Für den nördlichen Teil wurde 1617 die „Capitanía General de Yucatán“ eingerichtet, die mit den bourbonischen Reformen 1786 in die „Intendencia de Yucatán“ umgewandelt wurde. Dieses Gebiet umfasste die heutigen mexikanischen Bundesstaaten Yucatán, Campeche, Quintana Roo, Tabasco sowie die Fläche von Belize. Ein Gouverneur leitete die Verwaltung.
Im Zuge der Unabhängigkeit Mexikos proklamierte sich 1841 eine „República de Yucatán“, die keine zehn Jahre bestand. Danach folgten mehrere Versuche, sich von Mexiko zu trennen. 1841 gliederte sich Yucatán in fünf Distritos (Distrikte), auf der Fahne durch fünf Sterne symbolisiert: Mérida, Izamal, Valladolid, Tekax und Campeche, wobei Campeche eine abweichende Politik verfolgte. Ende desselben Jahres wurde ein Vertrag unterzeichnet, der die Eingliederung Yucatáns in Mexiko mit dem Zugeständnis bestimmter Vorrechte festlegte. Die mexikanische Zentralregierung unter Antonio López de Santa Anna lehnte diese Regelung jedoch ab und sandte ein kleines Expeditionsheer, das vor Mérida aufgab. 1843 wurde ein neuer Vertrag geschlossen, der die Vorrechte bestätigte, die aber dennoch 1845 von der Zentralregierung widerrufen wurden, worauf sich Yucatán neuerlich als unabhängig erklärte.
1847 gab es eine eigene Regierung in Campeche. Kurz zuvor hatte eine US-amerikanische Flotteneinheit die zu Campeche gehörende Stadt Ciudad del Carmen eingenommen. Um den Folgen des Konfliktes Mexikos mit den USA zu entgehen, erklärte sich Campeche neutral.
Dem Aufstand der Maya im so genannten Kastenkrieg (Guerra de Castas, casta hier in der Bedeutung von 'ethnischen und sozialen Gruppierungen') von 1847 hatten sich südlich der heutigen Grenze zwischen Campeche und Yucatán lebende Gruppen nicht angeschlossen. Diese als „Maya Pacíficos“ bezeichnete Bevölkerung benötigte Campeche, um die Bedingungen der Bevölkerungszahl für einen eigenen Staat zu erfüllen, was wegen fehlender Volkszählungen unbeweisbar blieb. Die Grenze zwischen beiden Einheiten verlief deshalb nördlich der Maya Pacíficos durch weitestgehend unbesiedeltes und unkontrolliertes Terrain und konnte deshalb als Verbindungslinie zwischen Punkten festgelegt werden, die nur durch Koordinaten definiert wurden, woran sich in der Gegenwart ein Rechtsstreit knüpft. Scheitelpunkt der Grenzlinie wurde der so genannte „Punto Put“. Nach dem baldigen Zusammenbruch des Kastenkrieges blieb nur eine immer kleiner werdende Region im Osten der Halbinsel rings um Chan Santa Cruz, heute Felipe Carrillo Puerto außerhalb des tatsächlich von der yukatekischen Regierung kontrollierten Gebietes.
Auch nach der Eroberung von Chan Santa Cruz im Jahre 1901 erlangte die Regierung Yucatáns keine volle Kontrolle über die Region. Sie wurde deshalb als Bundesterritorium unter dem Namen Quintana Roo aus Yucatán ausgegliedert und zunächst militärisch verwaltet und ist erst seit 1974 ein eigener Bundesstaat.

## Bevölkerung
| Jahr | Einwohnerzahl |
| ---- | ------------- |
| 1950 | 516.899       |
| 1960 | 614.049       |
| 1970 | 758.355       |
| 1980 | 1.063.733     |
| 1990 | 1.362.940     |
| 1995 | 1.556.622     |
| 2000 | 1.658.210     |
| 2005 | 1.818.948     |
| 2010 | 1.955.577     |
| 2015 | 2.097.175     |
| 2020 | 2.320.898     |

## Politik

### Gouverneur
Die Regierung des Bundesstaates wird von einem direkt vom Volk gewählten Gouverneur (span.: Gobernador) geleitet. Aktuell ist dies Joaquín Díaz Mena von der MORENA (Amtszeit 2024–2030).
Die Zentralregierung wirkt stark in die Bundesstaaten hinein. Dies liegt in den vielfältigen Abhängigkeiten der Staaten von der Bundesregierung begründet, da diese den Staaten und Gemeinden einen Teil der Steuereinnahmen zuweist. Daneben haben die Ministerien Vertretungen (Delegaciones) in den Bundesstaaten, Regierungsbezirken und Gemeinden. Über diese werden Bundesmittel insbesondere für Sozialfürsorge und Entwicklungsprogramme vergeben.

### Städte und Gemeindebezirke
Der Bundesstaat ist in 106 Municipios eingeteilt. Hauptstadt ist Mérida, das zu den fünfzehn größten Städten Mexikos zählt.
| Stadt                    | Einwohner 2000 (Volkszählung) | Einwohner 2010 (Volkszählung) |
| ------------------------ | ----------------------------- | ----------------------------- |
| Mérida                   | 662.530                       | 777.615                       |
| Kanasín                  | 37.674                        | 77.240                        |
| Valladolid               | 37.332                        | 48.973                        |
| Tizimín                  | 39.525                        | 46.971                        |
| Umán                     | 26.657                        | 39.611                        |
| Progreso                 | 44.354                        | 37.369                        |
| Ticul                    | 28.502                        | 32.796                        |
| Tekax de Álvaro Obregón  | 21.580                        | 25.751                        |
| Hunucmá                  | 20.978                        | 24.910                        |
| Motul de Carrillo Puerto | 19.868                        | 23.240                        |
| Oxkutzcab                | 20.244                        | 23.096                        |